# Umrlčí prkno

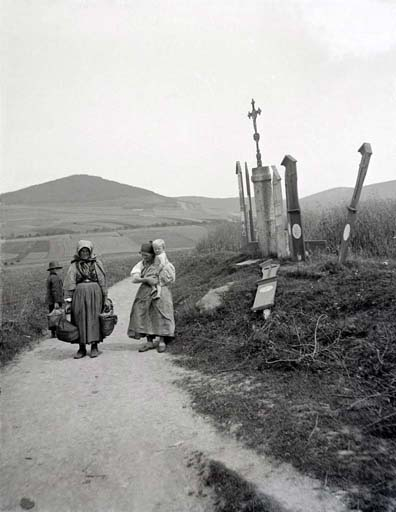
Umrlčí prkna u cesty, foto František Krátký, asi 1892

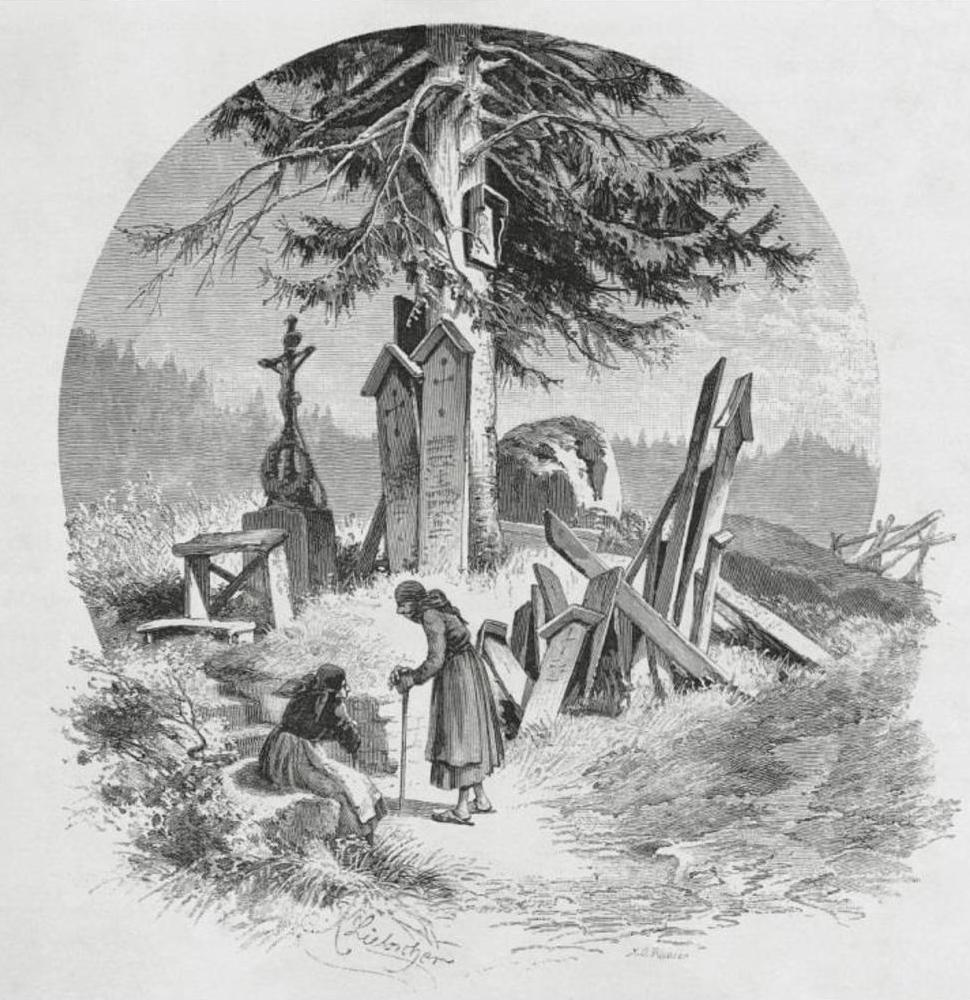
Karel Liebscher – Umrlčí prkna u veřejné cesty na Šumavě (před rokem 1906)

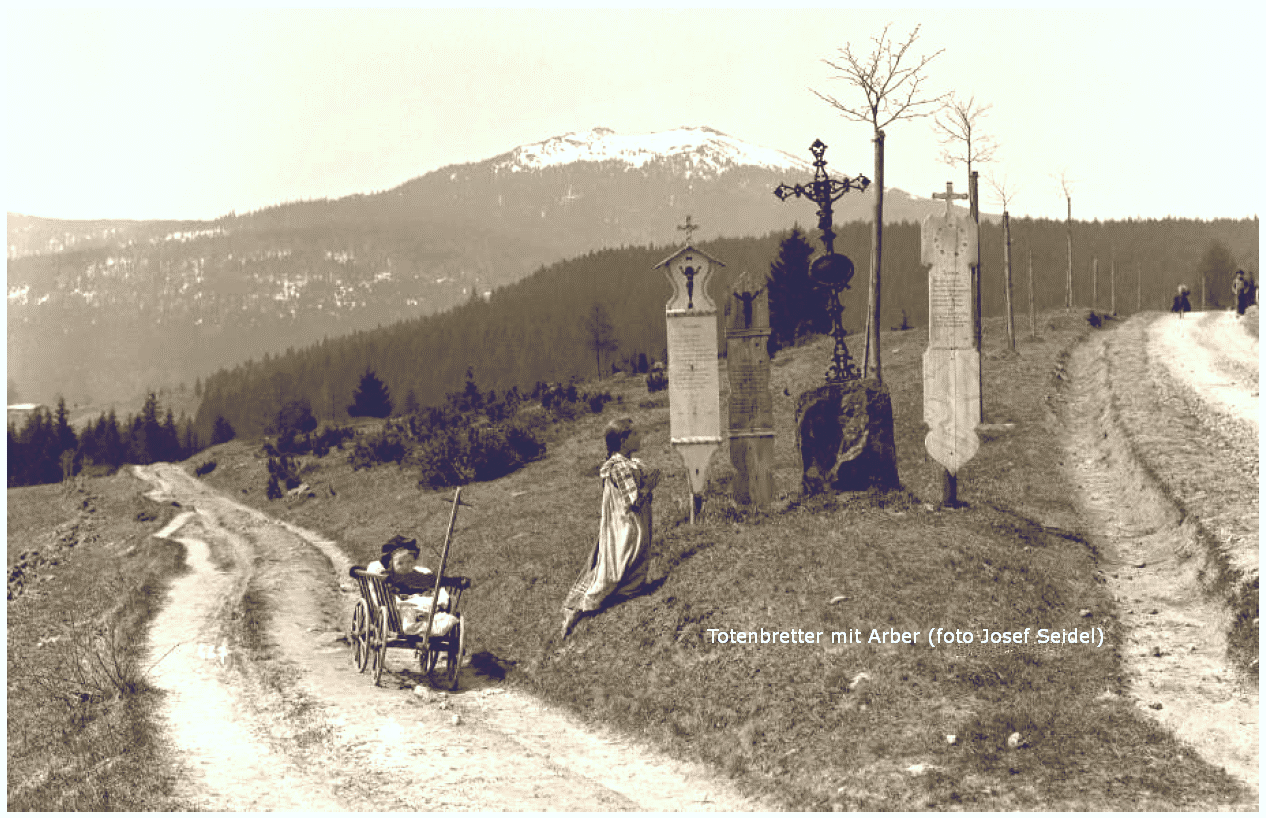
Modlitba u šumavských umrlčích prken, foto Josef Seidel, asi 1930

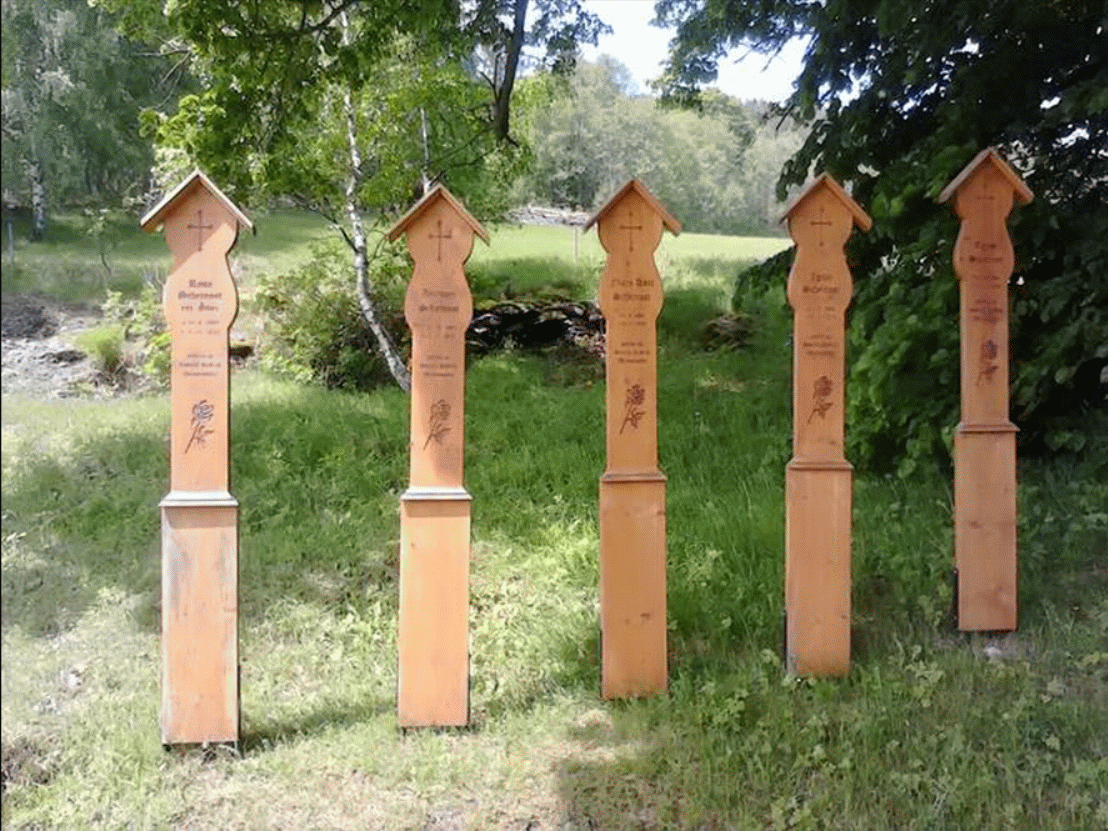
Replika pětice umrlčích prken u výklenkové kaple svatého Martina poblíž již zaniklé osady Zadní Paště na Šumavě, (2013)

Umrlčí prkno (německy: Totenbrett; častěji ale v množném čísle jako umrlčí prkna; německy: Totenbretter nebo Leichenbretter, Reebretter či Rechbretter; anglicky (opisem): Boards for the Dead) byla zvláštní dřevěná funerální památka charakteristická svým výskytem v odlehlých místech s vysokou nadmořskou výškou především v německé oblasti západní Šumavy, přilehlém okraji Českého lesa a v sousedním Bavorském lese. Původně bylo umrlčí prkno určeno k dočasnému uložení zemřelého během tuhé zimy až do doby, kdy jej bude možno řádně pohřbít. Po pohřbu bylo vyzdobeno lidovými symboly smrti a vztyčeno na nějakém výrazném místě v přírodě. Později tento zvyk přešel do symbolické formy, kdy „pohřební prkno“ symbolizovalo vzdálený hrob a stalo se tak pietním místem připomínky zesnulého.

## Stručně
Zvyk stavění a používání umrlčích prken spojený s kultem mrtvých přinesli na Šumavu němečtí kolonisté, ale byl znám od nejstarších dob i jinde ve střední Evropě a dokonce i v židovském prostředí. V případě úmrtí člena rodiny vybral hospodář ze zásoby narovnaných prken u stodoly jednu vyschlou fošnu a označil ji třemi křížky. Umytý a upravený nebožtík zavinutý do rubáše nebo oblečený do svátečního byl položen na prkno s hlavou směřující k východu a s rukama ovinutýma růžencem. U jeho nohou byla rozsvícena svíce (věčné světlo nesmělo vyhasnout) a v noci u něj byla držena služba (stráž). V domě zemřelého se scházeli příbuzní, sousedé i přátelé aby se pomodlil za jeho duši. Nebožtík spočíval na umrlčím prkně až do pohřbu. Ten se konal obvykle třetího dne po úmrtí, ale pokud povětrnostní podmínky (vichřice, spousty sněhu a mrazy) pohřbení nedovolovaly, byl odnesen na nezbytnou dobu na chladné místo a tam až do pohřbu spočíval. V den pohřbu byl nebožtík vynášen z domu smutku doprovázený smutečním průvodem ke kostelu, kde se konala zádušní mše svatá. V kostele ležel zesnulý nohama k oltáři, po obřadu byl přemístěn do rakve a pohřben. Smuteční průvod od domu ke kostelu byl za doprovodu kapely (pokud zemřel muž) a před kostelem pak zpíval ženský sbor. Pozůstalí po pohřbu odnášeli umrlčí prkna k řezbářům nebo truhlářům, kteří prkna opracovali, opatřili dřevořezbou, vypálením nebo malbou a vybavili je i malou stříškou. Nechyběly ani životopisné údaje (jméno, věk, datum smrti), řádky připomínající zemřelého či upomínka na nevyhnutelnost smrti. Umrlčí prkna takto upravená se umisťovala ke kaplím, božím mukám, křížkům při cestách, k velkým stromům nebo k oblíbeným místům zemřelého. Zde získávala význam pomníčků a podněcovala kolemjdoucí ke vzpomínce a k modlitbě za zemřelého.
V srdci Šumavy panuje starý zvyk, odkládat umrlčí prkna, na kterých leželi nebožtíci, podél cesty. A tam pak leží, dokud se nerozpadnou. Jakési memento mori kolemjdoucím. Lidé si většinou pamatují, kdo na nich ležel. Mlčky se pokřižují a jdou dál. Nikoho nenapadne, aby prkna odnesl, nebo je dokonce k nějakému účelu použil. Byl by to zlý, rouhačský čin.
Karel Klostermann, Črty ze Šumavy (1890), 

## Podrobně

### Přechovávání zesnulých
Zimy na české a bavorské straně Šumavy bývaly dlouhé, mrazivé a vesměs bohaté na sněhovou pokrývku, chalupy byly zapadané vysokým sněhem a cesty zaváté. Půda na hřbitovech byla promrzlá „na kost“ a do velké hloubky, což prakticky znemožňovalo výkopové práce a tím pádem i běžné pohřbívání zesnulých do hrobů. Tyto důvody vedly stálé obyvatele Šumavy k tomu, že v tuhých zimních měsících zacházeli se svými zemřelými členy rodin poněkud zvláštním způsobem. Pokud se u rodinného příslušníka „odchod na onen svět“ logicky očekával, byla předem připravena dřevěná rakev, do níž byl nebožtík dočasně uložen. Rakev s tělem pak byla umístěna v nevytápěných prostorách statku (v chladné komoře, na půdě či ve sklepení, u zámožnějších v domácí kapli). V případě náhlého a neočekávaného skonu byl zesnulý zabalen do plátna a provizorně uložen na opracované (ohoblované a hladce oříznuté) smrkové (nebo dubové, jedlové či lipové) prkno, které se umisťovalo do stejných (chladných) prostor jako rakev. V těchto místech spočívalo tělo na umrlčím prkně a čekalo několik dnů, týdnů či až do jarních měsíců až mrazy polevily, sešel sníh a kdy mohl vyjít smuteční průvod a nebožtíka bylo možno obřadně pohřbít do posvěcené hřbitovní půdy. Toto počínání šlo sice poněkud proti křesťanským zvyklostem, ale zesnulý zůstával po své smrti dále s živými a jak počasí a sníh dovolily, přicházeli sousedé, aby se modlili za zemřelého bezprostředně u jeho těla.

### Výzdoba umrlčích prken
Umrlčí prkna zdobili truhláři, malíři nebo řezbáři (někde se jejich dekorováním zabývaly i „specializované“ dílny). Prkna byla obvykle pestře pomalovávána, což se dělo při rozsvícené hromničce, a byla ozdobena lidovými symboly smrti (např. tři vyřezávané křížky).m Bohatí sedláci i chalupníci prkna nechávali buď pomalovat, nebo do prken nechali vyřezávat znamení křížů, případně obrazy zlomených svící. Ti zámožnější požadovali zobrazení andělů, božího oka, tváře Krista apod. Chudším stačilo obyčejně na prkno namalovat jen lebku se zkříženými hnáty. Někdy byli lidoví umělci požádáni, aby na prkno namalovali například obraz Panny Marie, patrona zemřelého anebo aby na prkno přidali nějaký zdobný vyřezávaný reliéf. Poté, co byl nebožtík řádně pohřben, bylo umrlčí prkno opatřeno ještě jménem zesnulého (zesnulé), daty narození a úmrtí, dále i nějakým odkazem či náboženskou průpovědí ve verších (nebo krátkou modlitbou) a prosbou o otčenáš za duši nebožtíkovu. Ve střední části ohoblovaných umrlčích prken se umisťovala dřevěná tabulka (destička) s napsaným nebo vyřezaným jménem nebožtíka a s jeho životními daty, dožitým věkem spolu s informací, čím se živil (jaká byla jeho profese). Text pokračoval buď smutečními nebo vtipnými verši, které měly připomenout nebo jinak charakterizovat zemřelého. Nápis na každém umrlčím prkně začínal obvykle slovy, že „auf diesem Brett hat gelegen der ehrengeachtete" nebo „...die tugendsame N.N.“ atd. (tj. že „na tomto prkně ležel ctihodný" či „počestná N.N.“ atd.). Následně bylo umrlčí prkno na svém horním konci zahroceno, opatřeno většinou úzkou dřevěnou „stříškou“, dolním koncem pak bylo zaraženo do země, takže hrotem mířilo symbolicky k nebi.

### Umisťování umrlčích prken
Po ozdobení se umrlčí prkna vztyčovala na výrazných místech (u cest do kostelů, podél polních cest, ke plotům a silnicím, pod velké staré stromy, ke křížkům, k rozcestím, ke kapličkám, k božím mukám či křížkům v polích). Bylo to většinou v blízkosti statku nebo při cestě vedoucí kolem pozemků rodiny. Při umísťování se také preferovala místa, kam nebožtík rád chodíval či se prkna dávala za okna chalup pozůstalých. U bohatších sedláků se prkna umístila do rodové kapličky nebo do její těsné blízkosti. U odlehlých chalup nahrazovala umrlčí prkna hrob, který se nacházel na jinak vzdáleném hřbitově. K těmto prknům se kolemjdoucí chodili pomodlit, zavzpomínat, položit květy apod. Na místě, kam bylo prkno instalováno bylo většinou ponecháno až do svého rozpadu. Jak šel čas, vznikaly na Šumavě podél cest celé řady takto vztyčených umrlčích prken (jakési „umrlčí palisády“), z jejichž nápisů se dal pak vyčíst běh života a osudy jednotlivých členů rodiny během celého půlstoletí. Umrlčí prkna sloužila také kolem procházejícím poutníkům k orientaci, neboť na nich byla také uváděna jména nejbližších dvorců, míst či vesnic. V neposlední řadě pak jejich zjevná symbolika smrti nutila návštěvníky Šumavy k zamyšlení nad pomíjivostí života.
Umisťování umrlčích prken v terénu bylo kdysi typickým a zvláštním zvykem sedláků z Královského hvozdu na české i bavorské části Šumavy. Umrlčí prkna bylo možno vidět v údolí Úhlavy a v přilehlých územích (v někdejších rychtách Svatá Kateřina, Hamry, Hojsova Stráž a Zhůří), dále se pak vyskytovaly od náhorní pláně při Furthu přes celý Bavorský les až dolů k Dunaji (i v železnorudské kotlině). Tato umrlčí prkna byla k vidění až do roku 1938 v německých částech Šumavy. V okolí Železné Rudy, směrem od Nýrska kolem Ostrého, Hamrů, obce Lamu, obce Javoru a dále do Bavorska. 

### Vznik a zánik zvyku
V Bavorsku se datuje pohřbívání mrtvých v rakvích na dobu kolem 17. / 18. století. V předcházejícím období byl zemřelý položen na prkno v obývacím pokoji a poté byl i s prknem přenesen do hrobu. Prkna byla buď pohřbena spolu se zemřelým (zabaleným do plátna), případně byla spálena nebo uchována pro opětovné použití v případě dalšího úmrtí. V Bavorském lese a v regionu Horní Falc vedl tento zvyk až ke tvorbě prken speciálně určených jen pro nebožtíky. V průběhu času se měnil i nápis připomínající zesnulého. Zpočátku na dřevo vyřezané, vypálené nebo namalované tři křížky byly později doplňovány podrobnějšími texty a básněmi chválícími zemřelého. Více či méně komplikované kresby a barevné obrázky se staly běžnými až od poloviny 19. století. Umrlčí prkna byla pravděpodobně původně instalována ve vodorovné poloze. (Tato forma umístění je dodnes ještě patrná v Horní Falci.) Teprve později byla umrlčí prkna stavěna svisle. (K této změně docházelo postupně a to nejprve v oblastech jižních odkud se tato „novinka“ postupem času šířila směrem na sever.) Stále sofistikovanější umělecké zpracování umrlčích desek v 19. století znamenalo odklon od všeobecně rozšířené víry, že duše mrtvého nemůže být vykoupena, dokud se jeho umrlčí prkno nerozpadne. Tato víra vedla v praktických důsledcích k tomu, že starší umrlčí prkna byla vyráběna z měkkého dřeva (smrkové, lipové) a byla instalována do terénu prosta jakékoliv ochrany proti povětrnosti.[zdroj?]
Na Šumavě byl zvyk stavby umrlčích prken doložen od 19. století, ale je nejspíše ještě starší. Udržel se do konce druhé světové války. S odsunem německého obyvatelstva z české části Šumavy a s příchodem komunistické totality tento svérázný zvyk umrlčích prken postupně zcela zmizel. Už po první světové válce se ale zemřelí na umrlčí prkna fyzicky nepokládali. Prkna sloužila spíše jako symbolické památníky na zemřelé. Počátkem 50. let 20. století byly tyto a jiné náboženské symboly (boží muka, svaté obrázky malované na skle, plechu a pověšené na stromech, dřevěné kříže, apod.) z šumavské krajiny rychle a masově demontovány. V silně katolickém Bavorsku se tento zvláštní zvyk vzpomínky na zesnulé držel i v 50. a 60. letech 20. století. Prkna instalovaná v době po druhé světové válce byla ale jiná, jednalo se jen o jakási symbolická „pohřební prkna“, jež měla připomenout kolemjdoucím, že pro mnohé blízké zůstal zesnulý dále přítomen na tomto světě.
Kromě „skutečných“ umrlčích prken (s délkou až 200 cm a šířkou 40 cm - zejména na jihovýchodě Horního Bavorska (Chiemgau, Rupertiwinkel)) se vyvinul i zvyk vytvářet kratší, užší „připomínková prkna“ (délka těchto prken většinou nepřekračovala 150 cm a byla užší – jen asi 30 cm), která byla umisťována podél cest. Průpovídky ani vzpomínkové texty zapsané na těchto prknech nepřipomínaly žádní určité osoby, ale obecně nabádaly ke vzpomínkám na zemřelé.[zdroj?]

## Fotogalerie

Umrlčí prkna
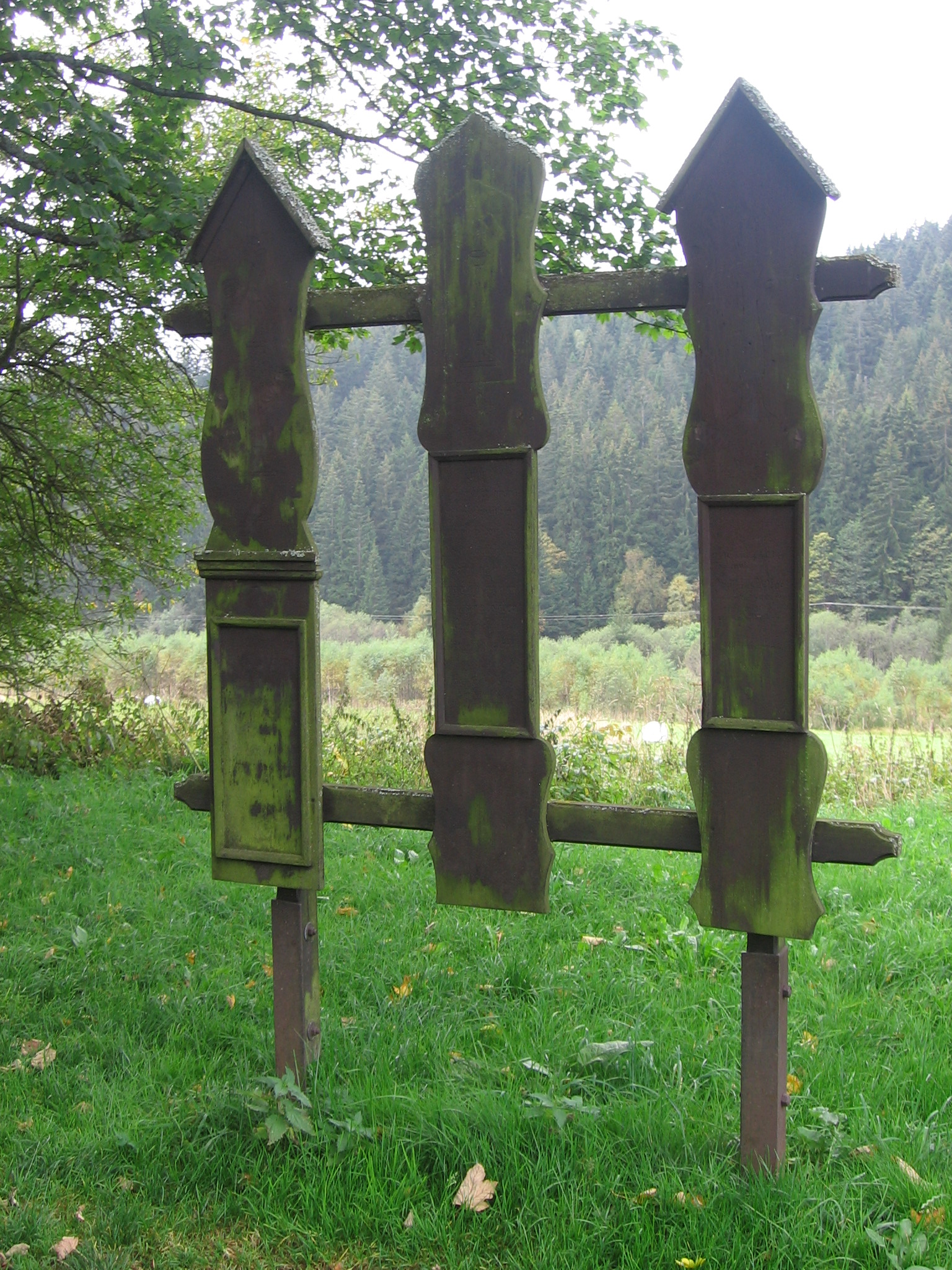
Umrlčí prkna u kapličky na severním okraji Železné Rudy u silnice na Špičák, okres Klatovy (2006)
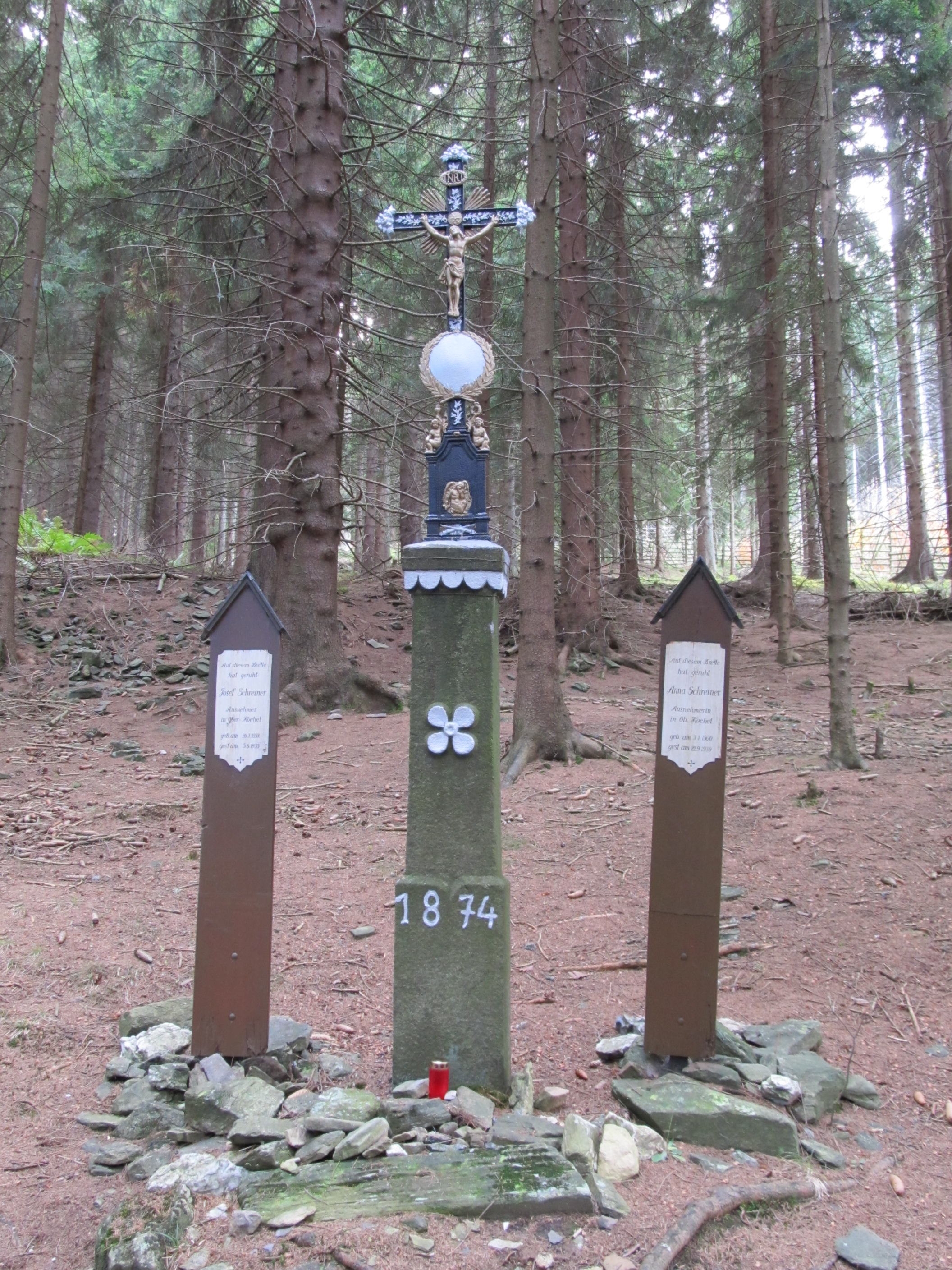
Horní Kochánov - umrlčí prkna z roku 1932 u samoty Sova, detail (2011)
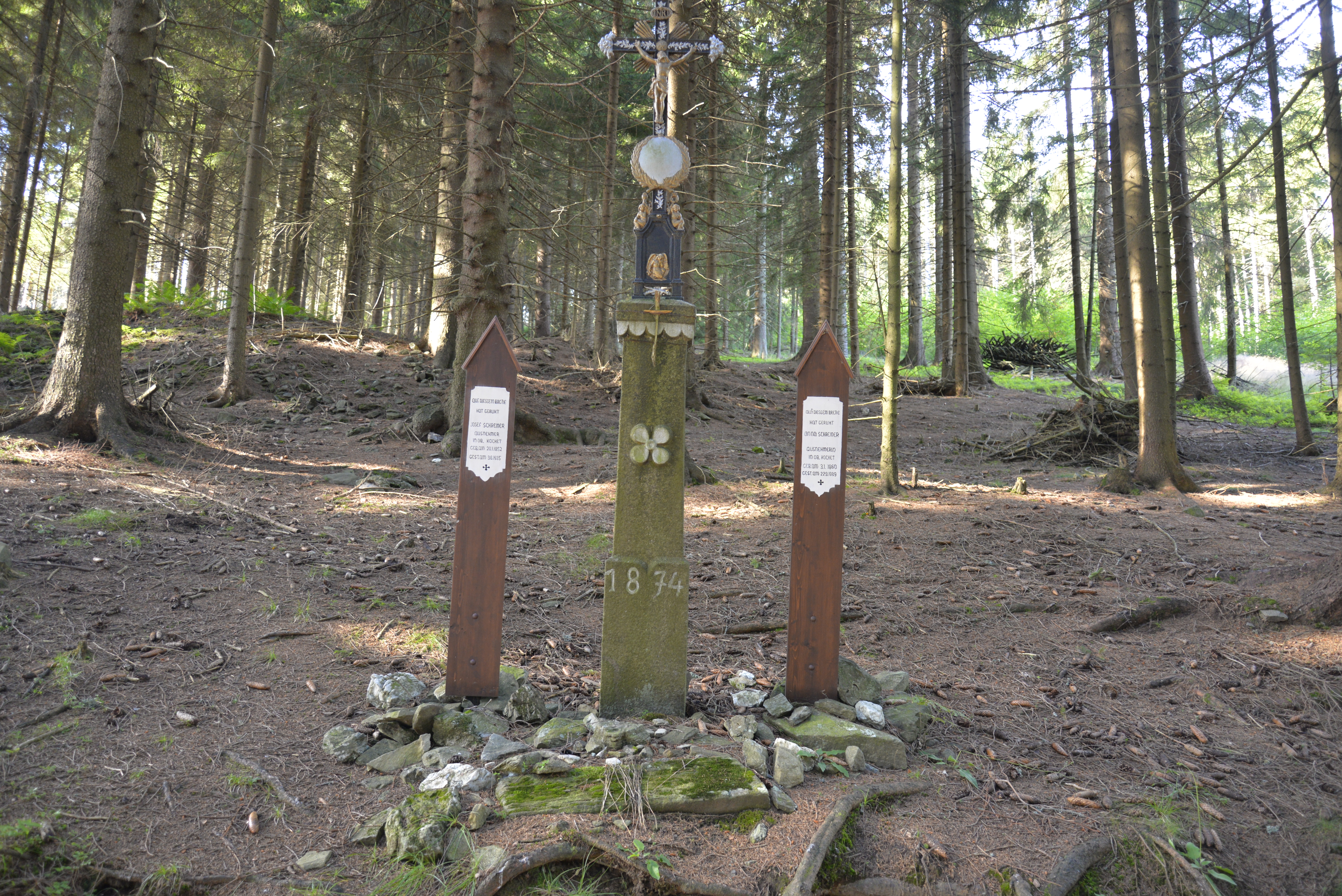
Horní Kochánov - umrlčí prkna z roku 1932 u samoty Sova, celkový pohled (2016)
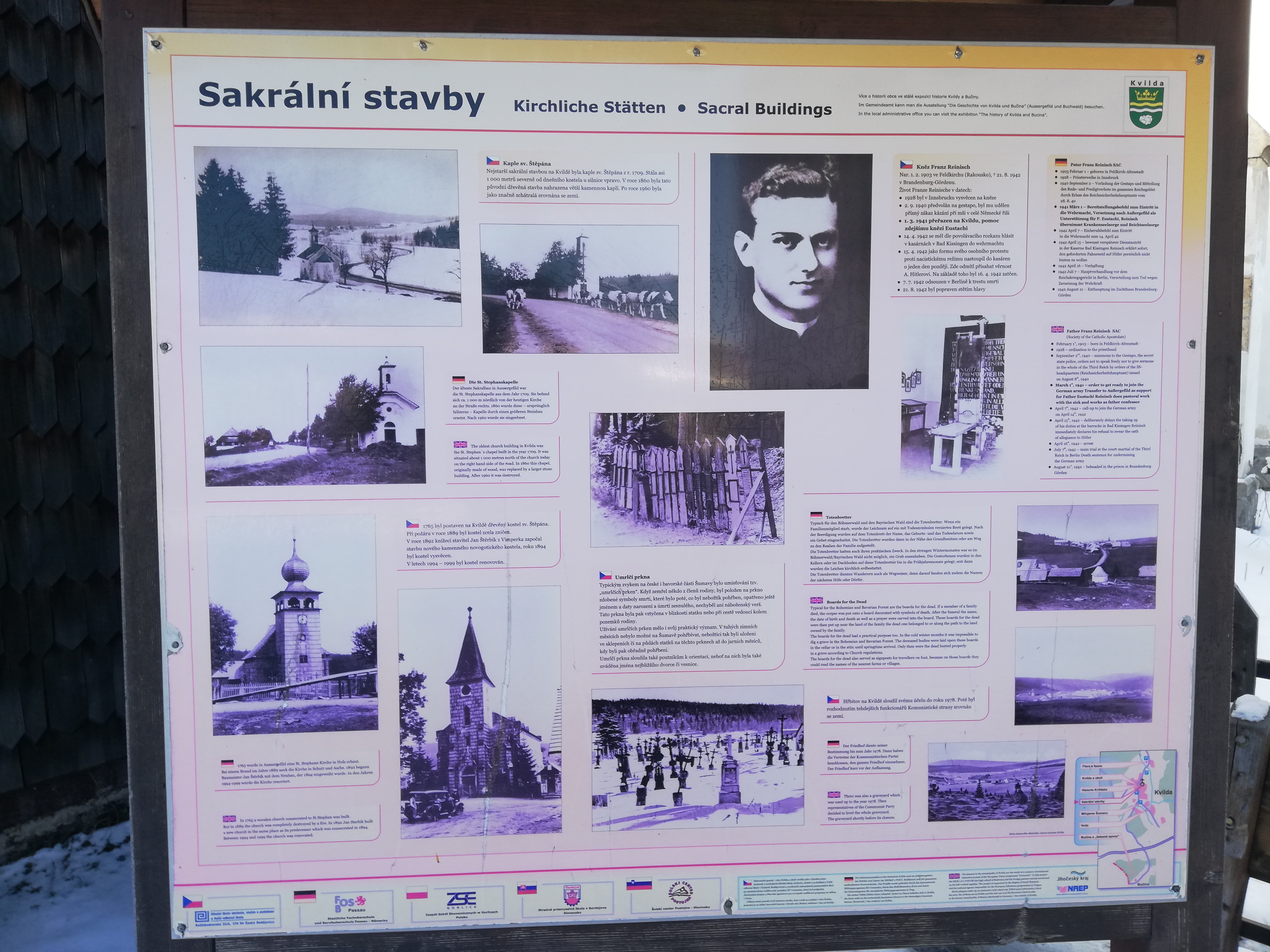
Informační tabule „Sakrální stavby“ u kostela svatého Štěpána v Kvildě (2020)
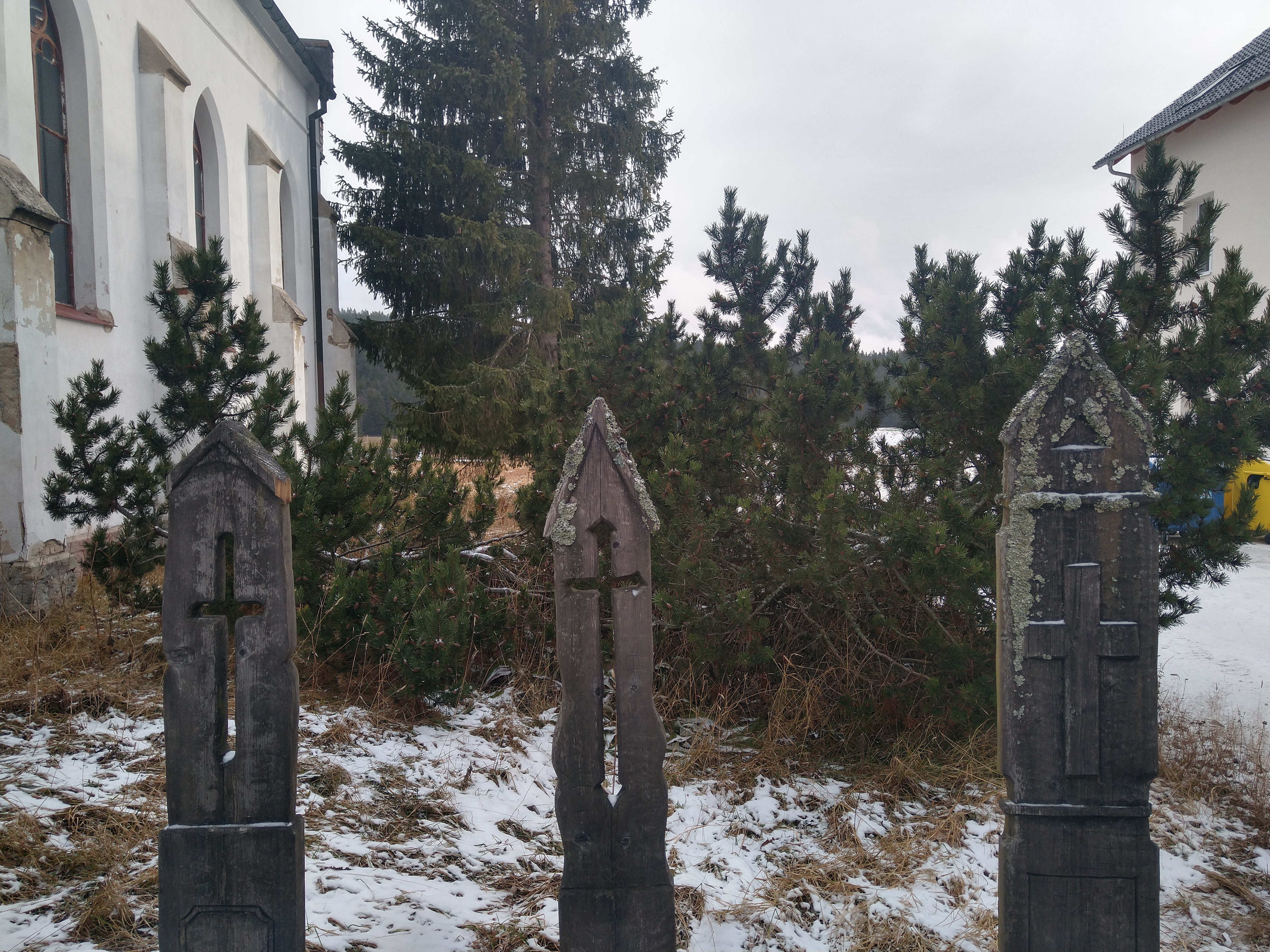
Tři umrlčí prkna u kostela svatého Štěpána v Kvildě
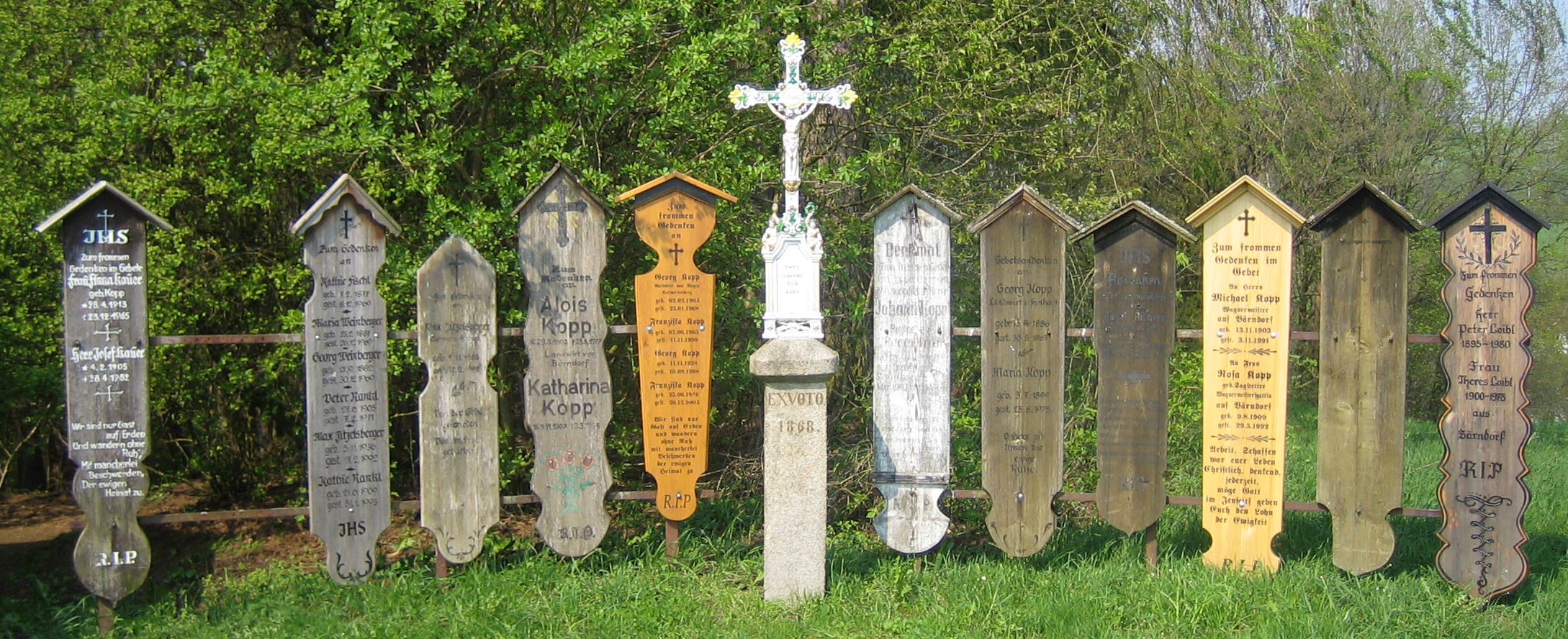
Řada umrlčích prken na Kalvarienberg v bavorském městě Regen (2006)
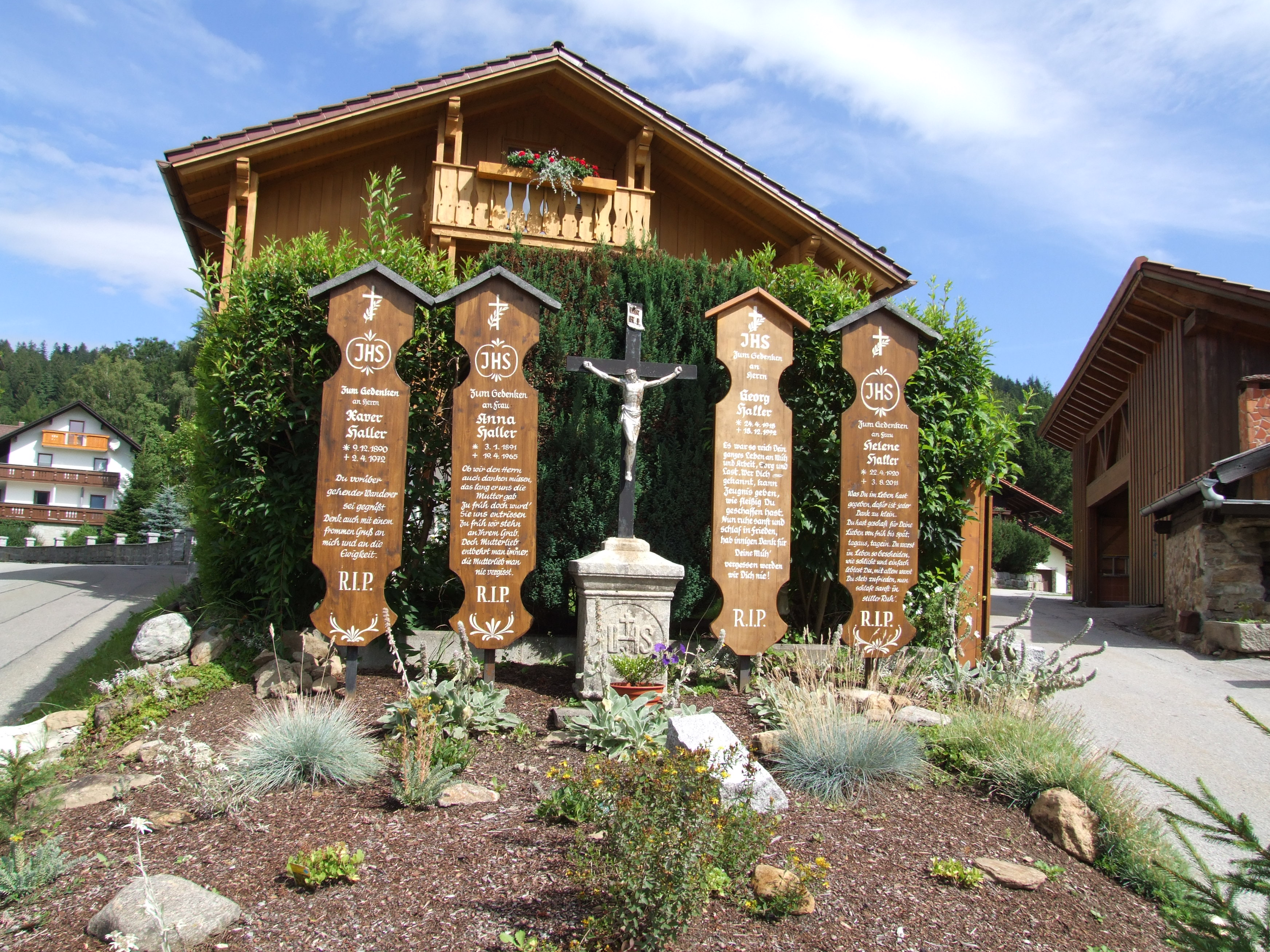
Čtyři umrlčí prkna a vzpomínkový kříž ve městě Bodenmais (Boží mysl) (2012)
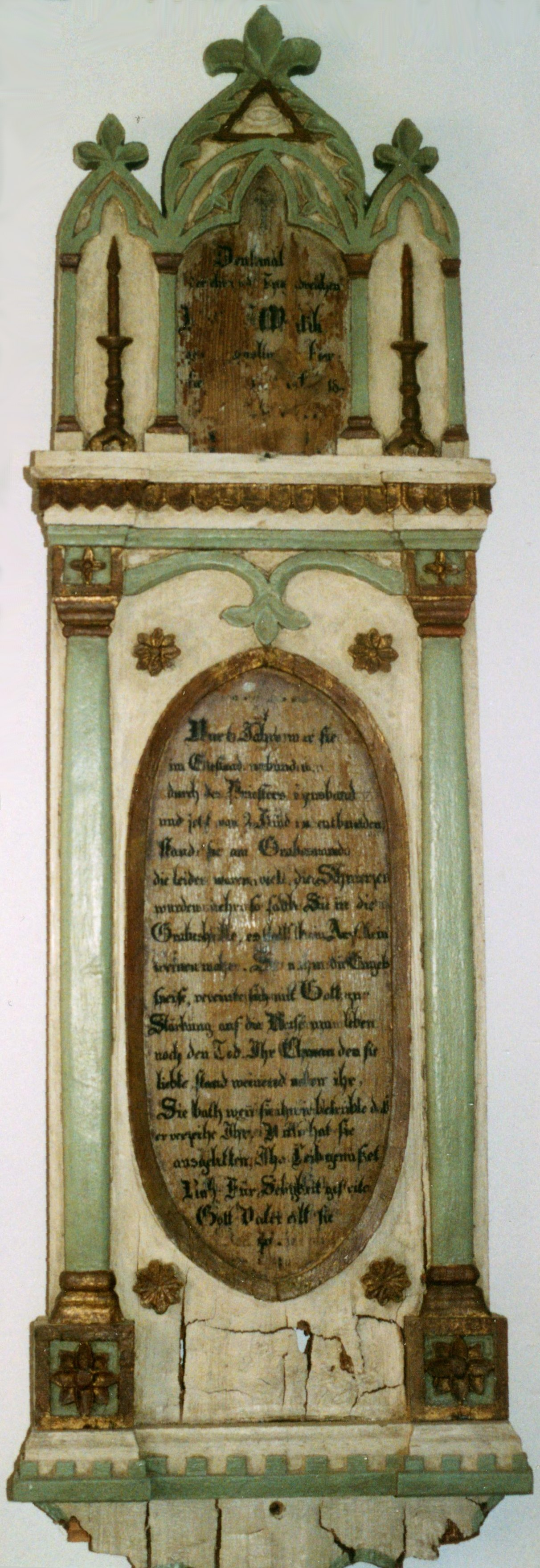
Restaurované umrlčí prkno, kolem roku 1850, Wenigmünchen, Bavorsko
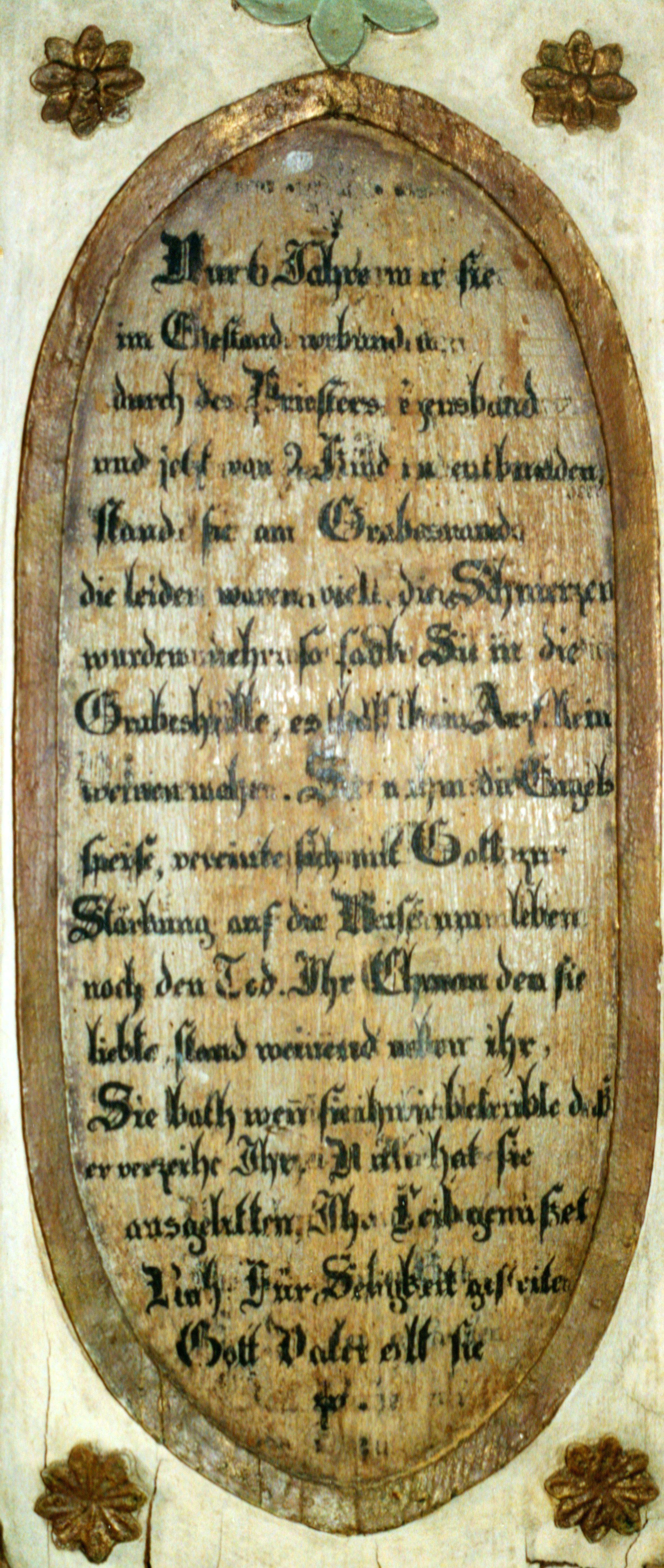
Detailní pohled na nápis (restaurované umrlčí prkno, kolem roku 1850)
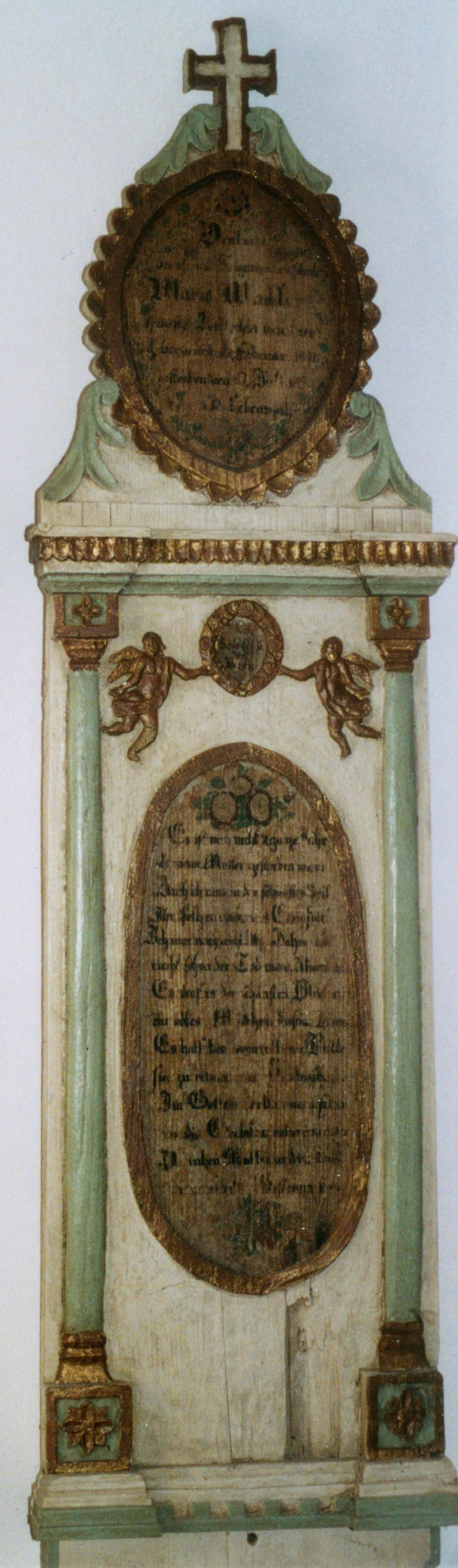
Restaurované umrlčí prkno, kolem roku 1840, Wenigmünchen
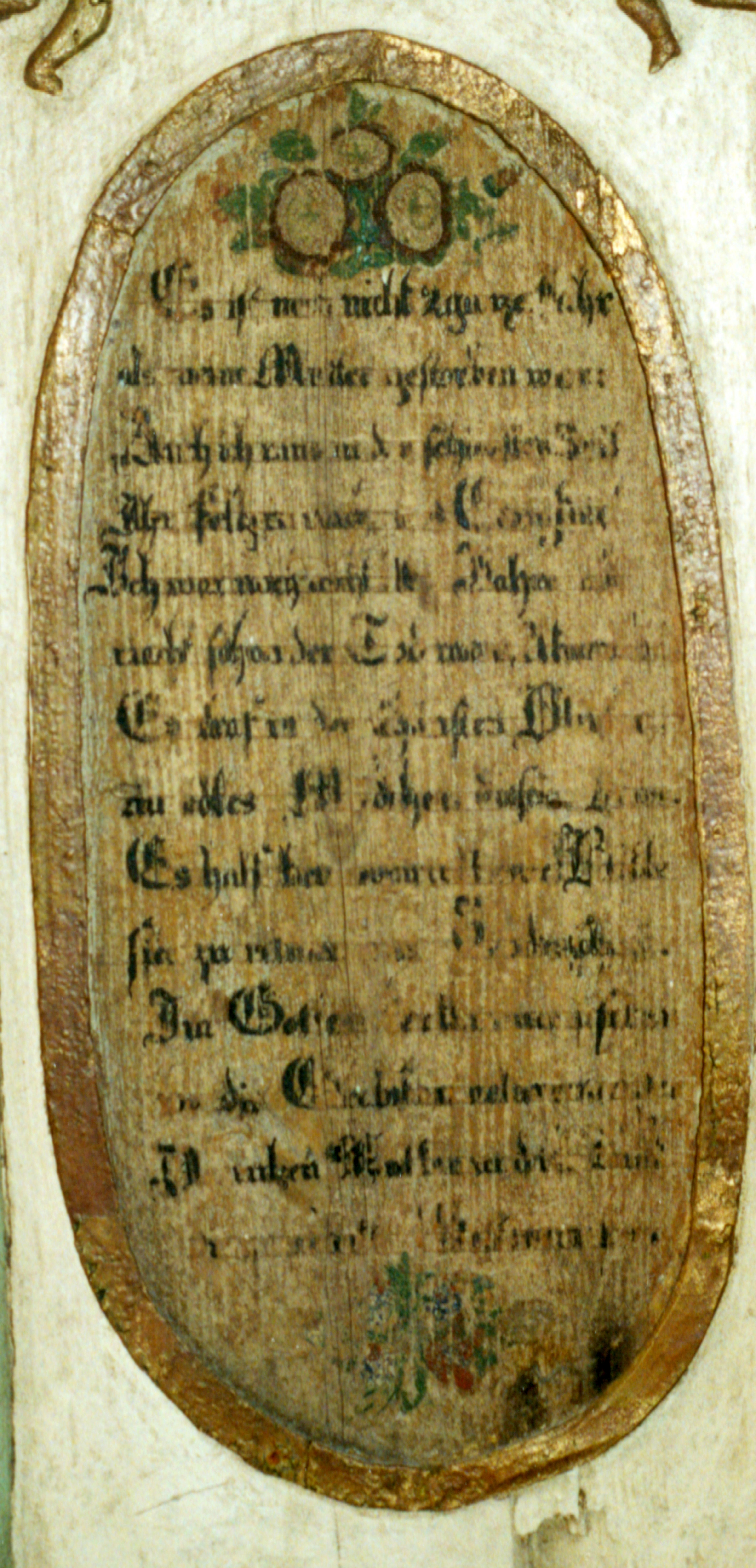
Detailní pohled na nápis (restaurované umrlčí prkno, kolem roku 1840)
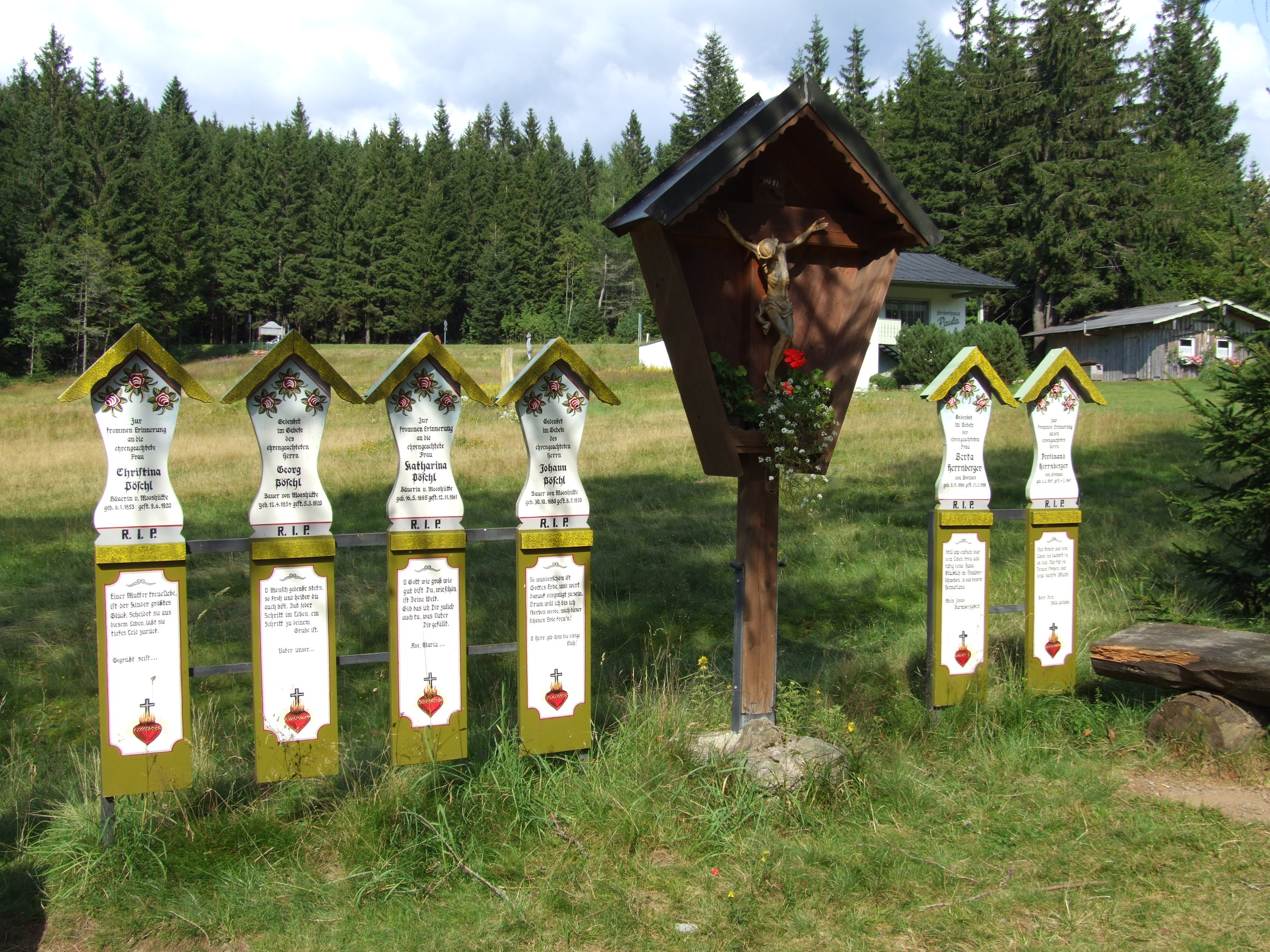
Šest umrlčích prken a kříž u cesty na cestě mezi Brennes a Mooshütte, Bavorský les (2012)
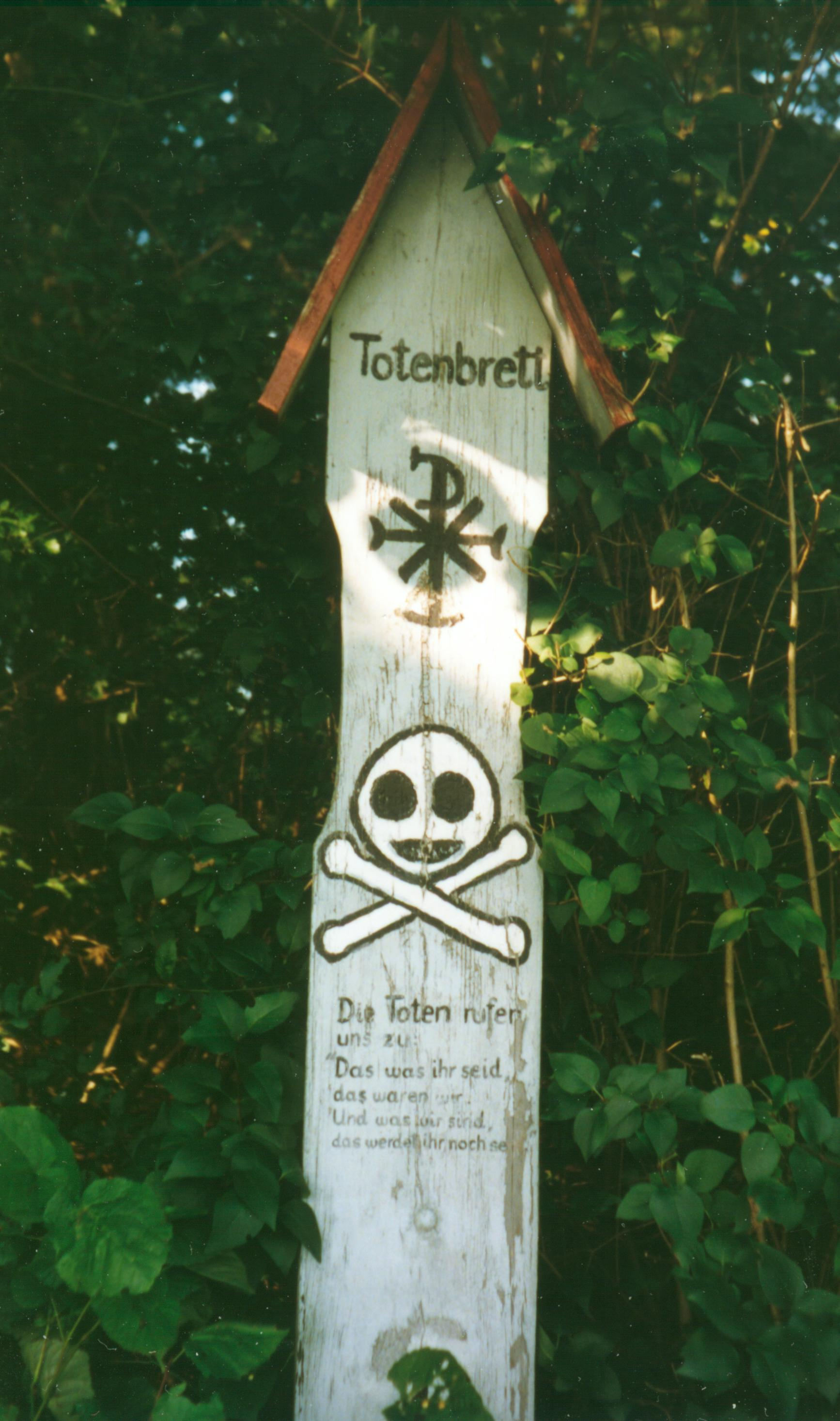
Vzpomínkové prkno na mrtvé u Grafrath (1990)